# Stéphane Lièvre
Pour les articles homonymes, voir Lièvre (homonymie).
Stéphane Lièvre, né le 3 octobre 1972 à Paris (France) est un ancien joueur de football français reconverti en entraîneur. Il évoluait au poste de défenseur central ou latéral gauche. Depuis septembre 2023, il est l’adjoint de Nicolas Usaï au Pau Football Club.

## Biographie
Il commence sa carrière au SM Caen, club dans lequel il gagne son premier titre (Champion de D2) en 1996.
Il passe ensuite 3 saisons au FC Nantes avant de rejoindre le Toulouse FC jusqu'à la fin de sa carrière, en 2006.
Il fait partie des cadres (avec Christophe Revault et William Prunier), en s'engageant le premier pour encadrer la génération Pitchouns lors de la remontée du Toulouse Football Club (TFC) de National en Ligue 1 en 2 ans.
Ce joueur a laissé de très bons souvenirs dans les clubs dans lesquels il est passé. Il est reconnu pour ses qualités humaines.
Depuis 2007 il a commencé sa reconversion au sein du TFC. En tant que superviseur tout d'abord. Il a pris en charge l'analyse vidéo depuis 2008 en plus de ses activités au sein du club, ce qu'il poursuit encore de nos jours aux côtés de Pascal Dupraz.
En mai 2022, il est diplômé du certificat d'entraîneur attaquant et défenseur (CEAD), diplôme nouvellement créé et délivré par la FFF.
En 2023, il devient adjoint au Pau Football Club de Nicolas Usaï. Lièvre met en avant ses attaches avec le Béarn, sa mèere étant originaire de Vallée d'Aspe.

## Carrière
| Saison  | Club        | Div. | Matchs | Buts | Europe | Matchs | Buts |
| ------- | ----------- | ---- | ------ | ---- | ------ | ------ | ---- |
| 1992-93 | SM Caen     | D1   | 4      | -    | -      | -      | -    |
| 1993-94 | SM Caen     | D1   | 12     | -    | -      | -      | -    |
| 1994-95 | SM Caen     | D1   | 32     | -    | -      | -      | -    |
| 1995-96 | SM Caen     | D2   | 35     | 3    | -      | -      | -    |
| 1996-97 | SM Caen     | D1   | 32     | 1    | -      | -      | -    |
| 1997-98 | FC Nantes   | D1   | 31     | -    | C3     | 2      | -    |
| 1998-99 | FC Nantes   | D1   | -      | -    | -      | -      | -    |
| 1999-00 | FC Nantes   | D1   | 21     | -    | C3     | 5      | 1    |
| 2000-01 | Toulouse FC | D1   | 17     | -    | -      | -      | -    |
| 2001-02 | Toulouse FC | Nat  | 33     | 3    | -      | -      | -    |
| 2002-03 | Toulouse FC | D2   | 36     | -    | -      | -      | -    |
| 2003-04 | Toulouse FC | D1   | 28     | -    | -      | -      | -    |
| 2004-05 | Toulouse FC | D1   | 12     | -    | -      | -      | -    |
| 2005-06 | Toulouse FC | D1   | 6      | -    | -      | -      | -    |

## Palmarès
- 1996 : Champion de D2 (SM Caen)
- 2000 : Vainqueur de la Coupe de France (FC Nantes)
- 2003 : Champion de D2 (Toulouse FC)

## Statistiques
- 1er match en Ligue 1 : Montpellier - SM Caen (2-0) le 8 août 1992
- 7 matchs en Coupe de l'UEFA (1 but)
- 195 matchs en Division 1 (1 but)
- 71 matchs en Division 2 (3 buts)
- 35 matchs en National (2 buts)